# 조복향
조복향(1992년 11월 15일~)은 조선민주주의인민공화국의 역도 선수이다. 2013년 세계 역도 선수권 대회에서 여자 63kg에 참가해 은메달을 획득했다.